# Piscine Bertran-de-Born
La piscine Bertran-de-Born, anciennement appelée la piscine Lakanal, est un stade aquatique situé dans le centre-ville de Périgueux, dans le département français de la Dordogne.
Son histoire remonte à 1953 quand la ville de Périgueux envisage la création d'une piscine, dont la construction commence en 1965. Ouverte en 1967, cette piscine municipale se dégrade au fil du temps, faisant l'objet de plusieurs restaurations successives, la plus importante étant la reconstruction du complexe entre 2012 et 2014. C'est en 2013 qu'elle est nommée d'après le troubadour et seigneur de Hautefort Bertran de Born.
Pouvant accueillir des compétitions régionales, la fréquentation annuelle de la piscine est estimée à 85 000 nageurs.

## Histoire

### Antiquité
Dans les années 1960, de premières fouilles archéologiques ont lieu sur 2 000 m2 du site de l'actuelle piscine, mesurant au total 2 500 m2. Elles révèlent quelques traces de l'existence d'une occupation romaine, à l'époque de la cité Vesunna. La partie sud aurait été résidentielle et la partie nord réservée à des activités artisanales.
De nouvelles fouilles débutent le 6 juin 2010, coûtant au total 430 000 euros. L'Institut national de recherches archéologiques préventives, délégué par le Service régional de l'archéologie, confirme les anciennes suppositions et trouve également des traces d'une halle datant du Moyen Âge. Les céramiques en bon état, découvertes sur le chantier dirigé par Wandel Migeon, rejoignent des musées. Les recherches révèlent aussi l'existence d'un horreum implanté durant le Haut-Empire au niveau du grand bassin de la piscine et longeant un decumanus venant du pont romain, qui devint rapidement une impasse.

### Époque contemporaine
Envisagée par la ville dès 1953 et décidée par le conseil municipal en 1961, la construction de la piscine municipale débute en août 1965. Son inauguration a lieu en janvier 1967. Elle fait l'objet de premières rénovations en 1988 pour le chauffage, l'étanchéité et ses façades.
En 2003, la piscine ferme six mois « pour des raisons de sécurité car la charpente menaçait de s'effondrer ». Elle est légèrement rénovée ; les peintures, le carrelage et les douches sont alors aussi changés. Après que le plan piscines de la communauté d'agglomération est décidé en 2001, la piscine Bertran-de-Born est fermée en 2008 puis détruite en septembre 2010 à cause de dégradations, mais aussi à cause d'un sixième couloir manquant que les clubs nautiques de la Dordogne réclament en 2009 pour les compétitions. Le coût de la démolition s'élève à environ 70 000 euros.

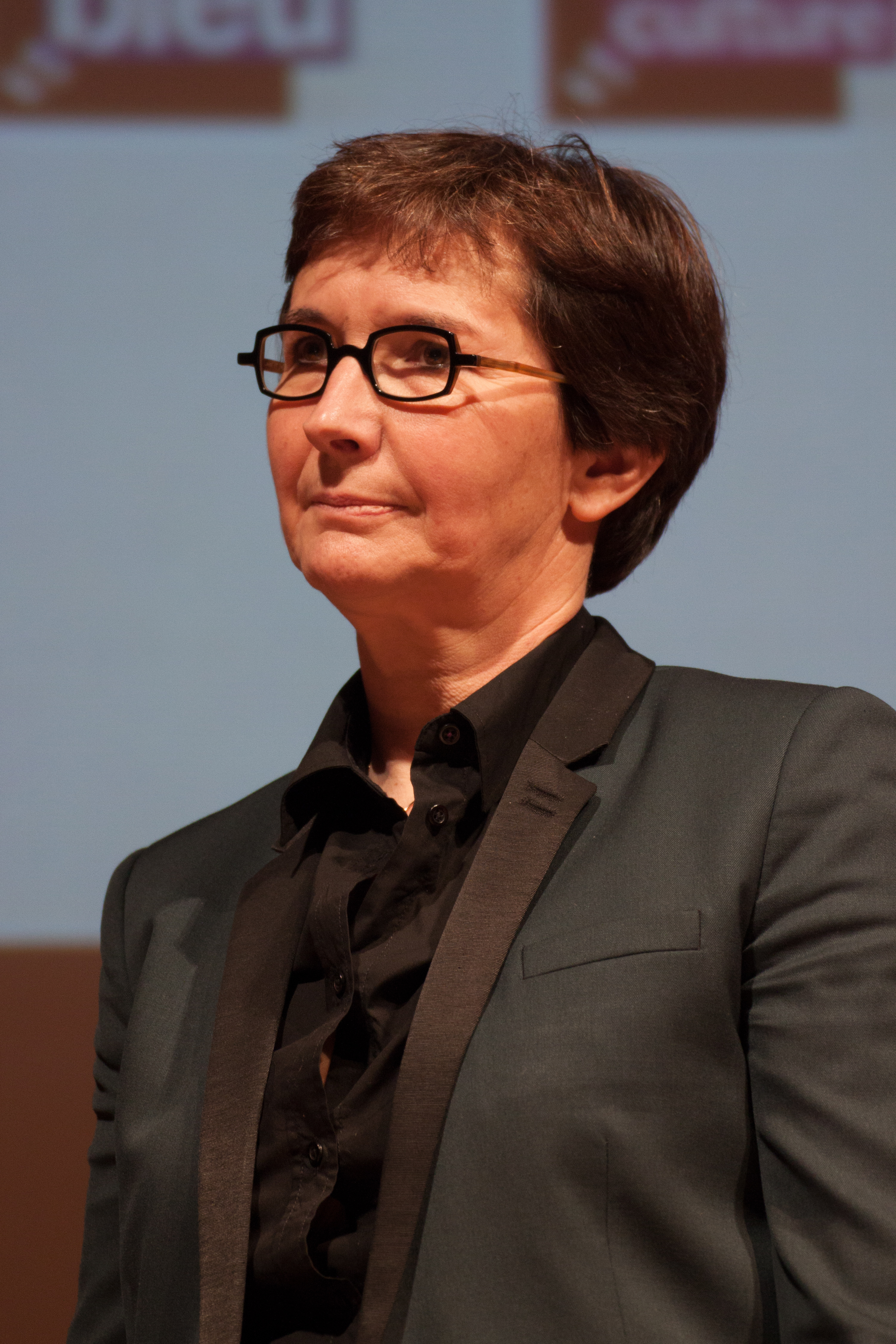
La ministre Valérie Fourneyron inaugure la piscine le 1er mars 2014.

La reconstruction de la piscine s'élève à 7 millions d'euros (6,5 millions hors taxes),, financée à 70 % par la communauté d'agglomération, les 30 % restants étant subventionnés par le conseil régional d'Aquitaine (750 000 euros), l'État (650 000 euros) et le conseil général de la Dordogne (500 000 euros). La piscine, qui aurait dû être achevée en 2010, est retardée par les fouilles. Le 2 mars 2012, la communauté d'agglomération périgourdine, qui mène le projet, choisit les entreprises pour la reconstruction. Le 25 mai 2012, la première pierre de l'édifice est posée et le chantier commence. Nicolas Gaudout est responsable des travaux au nom de l'entreprise suisse Ciments Vigier. Les vingt-cinq tonnes de plaques en acier inoxydable et les trois à quatre kilomètres de soudures sont posées par la société Baudin Inoxeo ; Jean-Yves Gérémy en est le responsable. Le gros œuvre est géré par Vigier Génie Civil Environnement, la charpente métallique par Construction Métallique Vigier et la menuiserie extérieure par les Menuiseries Raynaud. SOPREMA s'est chargée de la couverture et de l'étanchéité du bâtiment, la société Serrurerie Valbusa de la serrurerie et de la métallerie, et B Electric de l'électricité. ATSE BORDES s'occupe du chauffage et de la ventilation, AquaTech du traitement de l'eau, et l'entreprise Schindler des ascenseurs. Le 27 septembre 2013, le conseil municipal de Périgueux décide de nommer l'édifice la « piscine Bertran-de-Born », avec comme sous-titre « stade aquatique »,. Le 1er mars 2014, la ministre des Sports Valérie Fourneyron inaugure devant 250 personnes la nouvelle piscine Bertran-de-Born, qui ouvre à nouveau ses portes le 3 mars 2014. Le 22 mars, la piscine participe à La Nuit de l'Eau.
L'objectif de la nouvelle piscine est d'accueillir des compétitions régionales, voire nationales, de natation sportive et synchronisée, qui n'ont jamais eu lieu ici auparavant,.

## Caractéristiques
Située boulevard Lakanal à Périgueux, juste en face du collège et du lycée homonymes, la piscine couverte Bertran-de-Born accueille les collégiens et lycéens du Grand Périgueux, ainsi que les associations sportives, sur six lignes d'eau. Uniquement ouverte au grand public entre midi et quatorze heures dans un premier temps, le stade aquatique est également accessible le lundi soir dès juin 2014, à la suite d'une « pression » des Périgourdins, comme l'a annoncé le président du Grand Périgueux, Jacques Auzou, dans le quotidien Sud Ouest. Le site est fermé durant les mois de juillet et d'août. L'Aquacap, le complexe aquatique situé à Champcevinel, au nord de Périgueux, est réservé au grand public et aux écoliers,.
Les bassins sont en inox, entourés par un double vitrage sérigraphié de 5 m de haut environ. L'un des deux bassins mesure 25 m de longueur sur 15 m de largeur, avec un système de sonorisation sous-marine, et l'autre mesure 125 m2, pour un total de 1 200 mètres cubes d'eau. Un plongeoir de 3 m et deux de 1 m sont disposés à l'extrémité du grand bassin. La piscine dispose de gradins, de quatre vestiaires collectifs, de vingt-deux cabines individuelles et de cent-quatre-vingt-sept casiers ; sous l'eau, des hublots permettent d'observer les nageurs synchronisés lors des compétitions et des haut-parleurs y diffusent de la musique. Le sol est couvert de plaques antidérapantes et les plafonds sont acoustiques. Un appareil pour descendre et remonter les handicapés moteurs de l'eau est installé au bord des bassins. Il existe un système de récupération de l'eau de pluie et de l'eau évacuée par les bassins (30 % est absorbé par le fond des bassins, 70 % par les goulottes tout au long des bassins),. L'eau est chauffée par une chaufferie au bois qui alimente les lieux publics du quartier. Deux vidanges annuelles du bassin sont obligatoires.
La piscine Bertran-de-Born peut accueillir au maximum 600 personnes. La fréquentation annuelle est estimée à 85 000 nageurs. Elle s'est élevée à plus de 9 000 nageurs entre l'inauguration le 3 mars et la mi-avril 2014. Les trois clubs résidents sont l'Aquatique Club Agglomération Périgueux, le Club olympique Périgueux-Ouest Natation et Périgueux Plongée Sous-Marine.
La piscine est accessible en bus avec la ligne 6 de Péribus, via l'arrêt « Bertran de Born ».

Plan du quartier Bertran-de-Born.

## Économie
Parmi le personnel de la piscine, on compte quatorze maîtres-nageurs et dix personnes qui se chargent de l'accueil et de l'entretien des cabines. De plus, vingt-trois agents s'occupent du fonctionnement des trois piscines du Grand Périgueux.
Selon la communauté d'agglomération périgourdine, « la piscine coûtera en termes de salaires 186 000 euros par an, 190 000 euros d'eau, gaz et électricité et 65 000 euros pour le traitement et la maintenance. Soit 441 000 euros de charges annuelles », contre seulement 100 000 euros de recettes, qui comptent les 15 000 entrées à trois euros estimées pour le public entre midi et quatorze heures.